# Муріло Сарторі
Муріло Сарторі (порт. Murilo Sartori, 1 січня 2002) — бразильський плавець.
Призер юнацьких Олімпійських Ігор 2018 року, учасник Олімпійських Ігор 2020 року.
Чемпіон Південної Америки з плавання 2021 року.
Призер Чемпіонату світу з плавання серед юніорів 2019 року.